# Алтухов (хутор)
Алтухо́в — хутор в составе Благодарненского муниципального округа Ставропольского края России.

## География
Расстояние до краевого центра: 100 км.
Расстояние до административного центра городского округа: 17 км.
Высота 256 м над уровнем моря.
Юго-восточнее — балка Копанская.

## История
В 1951 году хутор стал центральной усадьбой колхоза имени Молотова.
На 1 марта 1966 года был административным центром Красноключевского сельсовета, в состав которого входило 8 хуторов: Алтухов (административный центр), Гремучий, Дейнекин, Копани (упразднён в 1983 году), Красный Ключ, Садовый (упразднён в 1983 году), Сухая Падина и Терновый:9.
До 2017 года хутор был административным центром упразднённого Красноключевского сельсовета.

## Население
| 1989 | 2002 | 2010 | 2014 | 2021 | 2023 |
| ---- | ---- | ---- | ---- | ---- | ---- |
| 625  | ↗763 | ↗806 | ↗900 | ↘750 | →750 |

По данным переписи 2002 года в национальной структуре населения преобладают русские (94 %).

## Инфраструктура
- Дом культуры
- Улицы хутора: ул. Полевая, ул. Садовая, Светлый пер., ул. Чапаева, ул. Школьная, ул. Шолохова.
- В 200 м к югу от хутора расположено открытое кладбище площадью 20000 м²[14].

## Образование
- Детский сад № 25
- Средняя общеобразовательная школа № 12

## Памятники
- Памятник павшим в Великой Отечественной войне героям
- Памятник В.И. Чапаеву 261610492610005[8]Реставрированный памятник В.И. Чапаеву